# Saison 1 de The Affair
Chronologie
Saison 2
Cet article présente le guide des épisodes de la première saison de la série télévisée américaine The Affair.

## Distribution

### Acteurs principaux
- Dominic West (VF : Bruno Dubernat) : Noah Solloway
- Ruth Wilson (VF : Ingrid Donnadieu) : Alison Lockhart
- Maura Tierney (VF : Laura Blanc) : Helen Solloway
- Joshua Jackson (VF : Alexandre Gillet) : Cole Lockhart
- Julia Goldani Telles (VF : Léopoldine Serre) : Whitney Solloway
- Jake Siciliano (en) (VF : Gabriel Bismuth-Bienaimé) : Martin Solloway
- Jadon Sand : Trevor Solloway
- Leya Catlett : Stacey Solloway

### Acteurs récurrents
- Victor Williams : Inspecteur Jeffries
- John Doman (VF : Patrick Floersheim) : Bruce Butler
- Kathleen Chalfant (VF : Nicole Favart) : Margaret
- Mare Winningham (VF : Caroline Jacquin) : Cherry
- Colin Donnell (VF : Jean-François Cros) : Scotty Lockhart
- Danny Fischer (VF : Nathanel Alimi) : Hal
- Michael Godere (VF : Antoine Fleury) : Caleb
- Kaija Matiss : Mary-Kate
- Lynn Cohen : La grand-mère d'Alison
- Deirdre O'Connell (VF : Michèle Buzynski) : Athena
- Josh Stamberg : Max
- Nicolette Robinson : Jane
- Darren Goldstein (VF : Gilduin Tissier) : Oscar
- Stephen Kunken (VF : Yann Guillemot) : Harry

## Liste des épisodes

### Épisode 1:Au commencement
- États-Unis /  Canada : 12 octobre 2014 sur Showtime[2] / The Movie Network[3]
- France :
  - 14 octobre 2014 sur Canal+ Séries[4] (en VOST)
  - 27 juillet 2015 sur Canal+[5] (en VF)
- Suisse : 1er juillet 2015 sur RTS Un[6]
- Québec : 20 août 2015 à Super Écran[7]

- États-Unis : 507 000 téléspectateurs[8] (première diffusion)

### Épisode 2:La Réception
- États-Unis /  Canada : 19 octobre 2014 sur Showtime / The Movie Network
- France :
  - 21 octobre 2014 sur Canal+ Séries (en VOST)
  - 27 juillet 2015 sur Canal+ (en VF)
- Suisse : 1er juillet 2015 sur RTS Un

- États-Unis : 512 000 téléspectateurs[9] (première diffusion)

### Épisode 3:Tiraillements
- États-Unis /  Canada : 26 octobre 2014 sur Showtime / The Movie Network
- France :
  - 28 octobre 2014 sur Canal+ Séries (en VOST)
  - 3 août 2015 sur Canal+ (en VF)
- Suisse : 8 juillet 2015 sur RTS Un

- États-Unis : 599 000 téléspectateurs[10] (première diffusion)

### Épisode 4:Block Island
- États-Unis /  Canada : 2 novembre 2014 sur Showtime / The Movie Network
- France :
  - 4 novembre 2014 sur Canal+ Séries (en VOST)
  - 3 août 2015 sur Canal+ (en VF)
- Suisse : 8 juillet 2015 sur RTS Un

- États-Unis : 692 000 téléspectateurs[11] (première diffusion)

### Épisode 5:La Graine du soupçon
- États-Unis /  Canada : 9 novembre 2014 sur Showtime / The Movie Network
- France :
  - 11 novembre 2014 sur Canal+ Séries (en VOST)
  - 10 août 2015 sur Canal+ (en VF)
- Suisse : 15 juillet 2015 sur RTS Un

- États-Unis : 673 000 téléspectateurs[12] (première diffusion)

### Épisode 6:Trahison
- États-Unis /  Canada : 16 novembre 2014 sur Showtime / The Movie Network
- France :
  - 18 novembre 2014 sur Canal+ Séries (en VOST)
  - 10 août 2015 sur Canal+ (en VF)
- Suisse : 15 juillet 2015 sur RTS Un

- États-Unis : 778 000 téléspectateurs[13] (première diffusion)

### Épisode 7:Mises à nu
- États-Unis /  Canada : 23 novembre 2014 sur Showtime / The Movie Network
- France :
  - 25 novembre 2014 sur Canal+ Séries (en VOST)
  - 17 août 2015 sur Canal+ (en VF)
- Suisse : 22 juillet 2015 sur RTS Un

- États-Unis : 877 000 téléspectateurs[14] (première diffusion)

### Épisode 8:Adieux
- États-Unis /  Canada : 7 décembre 2014 sur Showtime / The Movie Network
- France :
  - 9 décembre 2014 sur Canal+ Séries (en VOST)
  - 17 août 2015 sur Canal+ (en VF)
- Suisse : 22 juillet 2015 sur RTS Un

- États-Unis : 759 000 téléspectateurs[15] (première diffusion)

### Épisode 9:Culpabilités
- États-Unis /  Canada : 14 décembre 2014 sur Showtime / The Movie Network
- France :
  - 16 décembre 2014 sur Canal+ Séries (en VOST)
  - 24 août 2015 sur Canal+ (en VF)
- Suisse : 29 juillet 2015 sur RTS Un

- États-Unis : 837 000 téléspectateurs[16] (première diffusion)

### Épisode 10:Affaire de familles
- États-Unis /  Canada : 21 décembre 2014 sur Showtime[17] / The Movie Network
- France :
  - 23 décembre 2014 sur Canal+ Séries[18] (en VOST)
  - 24 août 2015 sur Canal+[19] (en VF)
- Suisse : 29 juillet 2015 sur RTS Un

- États-Unis : 951 000 téléspectateurs[20] (première diffusion)